# 穆扎法拉巴德
穆扎法拉巴德是巴基斯坦阿扎德克什米尔地区的首府。城市坐落于尼勒姆河谷中，位于尼勒姆河和杰赫勒姆河的交汇处。人口142,000（1999年）。